# Флак (округ)
Флак (англ. Flacq) - округ Маврикія, розташований в східній частині острова Маврикій. Згідно перепису 2010 року, чисельність населення становить 140 294 особи. Район займає площу 297,9 км² і є найбільшим в країні, щільність населення - 470,94 чол./км².